# Spulenförmige Pyxis (NAMA 5225)

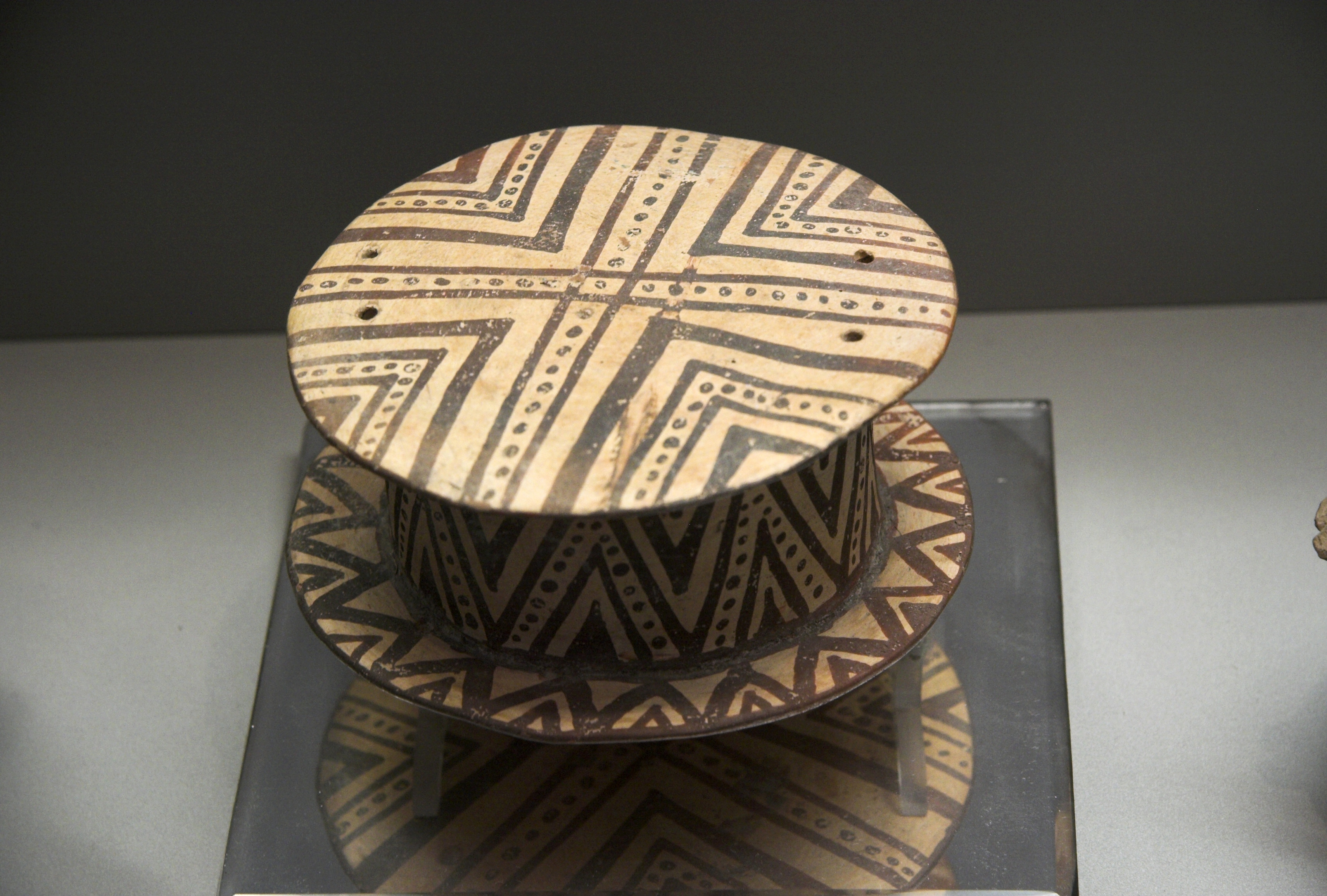
Spulenförmige Pyxis (NAMA 5225)

Die Spulenförmige Pyxis (NAMA 5225) ist ein Tongefäß der bronzezeitlichen Kykladenkultur. Die Dunkel auf Hell bemalte Tonpyxis stammt aus Grab 271 der Nekropole von Chalandriani auf der Kykladeninsel Syros und wird in die frühkykladische Zeit (FK II) datiert. Sie wurde 1889/90 bei Grabungen unter Leitung von Christos Tsountas entdeckt und 1899 durch Tsountas erstmals publiziert. Unter der Inventarnummer 5225 ist sie im Archäologischen Nationalmuseum in Athen ausgestellt.

## Beschreibung
Die Pyxis ist ein einzigartiges Keramik-Objekt mit einer außergewöhnlichen Form. Sie besteht aus zwei nahezu gleichen, ineinander passenden Teilen. Der rotbraune Ton ist fein geschlämmt. Auf der Oberfläche aus einem rosabeigen bis hellgelben Überzug sind deutliche Pinselspuren sichtbar, das Muster ist braun bis rotbraun. Ähnliche und vergleichbare Muster finden sich in Chalandriani auf mehreren sphärischen Pyxiden mit Doppelösenhenkeln.
Auf der Außenseite trägt die Pyxis geometrische Muster in Dunkel auf Hell Bemalung. Beide Teile bestehen aus einer flachen, kreisförmigen Scheibe, auf der eine aufrecht stehende Wand gesetzt ist. Der größere Durchmesser des Oberteils ermöglicht das senkrechte Aufsetzen über den Unterteil. Im überkragenden Bereich sind das Deckel- und das Bodenteil mit einem gegenüberliegenden Lochpaar perforiert.
Das Oberteil hat eine Höhe von 4,95 cm, die Deckelplatte einen Durchmesser 12,6 cm. Außenwand und Deckelunterfläche sind mit einem der Deckeloberfläche vergleichbaren Muster bemalt. Das Unterteil hat eine Höhe von 4,8 cm, die Bodenplatte einen unregelmäßigen Durchmesser von 12,0 bis 12,1 cm. Die Außenseite der Bodenplatte trägt ein dem Oberteil vergleichbares Muster, auf der Innenseite sind jeweils drei parallele Kreisbögen aneinandergereiht.